# Bianca Bai
Bianca Bai (caratteri cinesi: 白歆惠; pinyin: Bái Xīnhuì; Taiwan, 23 ottobre 1982) è un'attrice e modella taiwanese.
Laureata alla Shih Hsin University di Taipei, Bianca Bai ha iniziato la carriera nel mondo dello spettacolo come modella attraverso l'agenzia di moda taiwanese Catwalk. Nel 2005 ha debuttato in televisione con il drama E zuo ju zhi wen. Nel 2010 ha ricevuto una nomination come "Miglior Attrice Protagonista in una Serie Televisiva" ai quarantacinquesimi Golden Bell Awards, per la serie The Womanizer.

## Filmografia

### Cinema
- Kingfisher, regia di Sheng Kuang (2010)
- Hou niao lai de ji jie, regia di Tsai Yin-chuan e Isaac Li (2012)
- Xiao shou qi ji, regia di Li Cho (2016)
- Ghost Hospital, regia di Bianca Bai (2016)

### Televisione
- E zuo ju zhi wen – serie TV, 4 episodi (2006)
- Tian shi qing ren – serie TV, 40 episodi (2006-2007)
- E zuo ju er wen – serie TV (2007-2008)
- Ming zhong zhu ding wo ai ni – serie TV, 24 episodi (2008)
- The Shinning Days – serie TV (2009)
- The Womanizer – serie TV, 21 episodi (2010)
- Hua li de tiao zhan – serie TV, 11 episodi (2011-2012)
- Ru guo wo ai ni – serie TV (2014)
- Metro of Love – serie TV, episodio 1x02 (2016)